# Greb (redskab)
 For alternative betydninger, se Greb. (Se også artikler, som begynder med Greb)
En greb er et redskab til bearbejdning og spredning af løse materialer som f.eks. møg, halm og sten. Greben er egentlig en videreudvikling af forken, som kendes fra bronzealderfund, hvor den blot er en tveget, tilspidset gren.
Greben er udspaltet i en række typer, der er specielt beregnet på bestemte arbejdsopgaver:
- Møggreb (meget let, næsten forkagtig)
- Gravegreb (den kendte havemodel med vandrette "skuldre")
- Entreprenørgreb (kraftig model med forstærkede tænder og skaft)
- Sten-/kartoffelgreb (mange, tynde tænder med dup)